# Monolito Vivente
Il Monolito Vivente (in inglese Living Monolith), il cui vero nome è Ahmet Abdol, è un personaggio dei fumetti Marvel Comics. È apparso per la prima volta in The X-Men (Vol. 1) n. 54 (marzo 1969). Abdol è stato principalmente un cattivo degli X-Men, in particolare di Havok.

## Biografia
Ahmet Abdol è un professore di egittologia e archeologo dell'università de Il Cairo, che scoprì di avere la capacità di manipolare l'energia cosmica, principalmente assorbendola e proiettandola come esplosioni di energia. Decidendo di usare i suoi poteri per il proprio guadagno personale, Abdol creò un culto attorno a sé come messia, il Culto del faraone vivente, e divenne un supercriminale e si mise in marcia con l'obbiettivo di governare il mondo .
Abdol scoprì che un altro mutante, Havok (Alex Summers, fratello di Scott Summers noto anche come Ciclope), poteva assorbire e proiettare energia cosmica più facilmente di quanto potesse fare lui, cosi rapì Havok e lo usò per aumentare il suo potere e combatté contro gli X-Men. Fu quindi catturato dalle Sentinelle, ma fuggì.
Abdol in seguito rubò lo scarabeo rosso rubino e combatté contro la Mummia Vivente. Successivamente rapì di nuovo Havok. Nei panni del Monolito Vivente, ha combattuto anche contro l'Uomo Ragno, Thor, Luke Cage e Pugno d'Acciaio.
Più tardi, Abdol rapì Mister Fantastic, la Donna Invisibile e la Torcia Umana per assorbire le radiazioni cosmiche dai loro corpi. Man mano che cresceva, combatteva contro i Vendicatori e l'Uomo Ragno. Alla fine Abdol divenne così grande che Thor usò il suo martello per lanciarlo nello spazio, dove il Monolito vivente alla fine divenne un "Pianeta vivente", simile ad Ego.
La sua parente, Leila O'Toole, nota anche come Plasma, si unisce al Culto del faraone vivente e cerca di catturare Havok per il faraone vivente.
In seguito fu rivelato che, sebbene il Monolito fosse di solito quello che tirava le corde, un altro cattivo degli X-Men, Apocalisse, voleva usare il Monolito Vivente per prosciugare i poteri di altri super-esseri.

## Poteri e abilità
Ahmet Abdol è un mutante con la capacità di assorbire energia dai raggi cosmici. L'assorbimento di questa energia gli consente di aumentare la sua altezza a fino a dieci metri e dandogli abilità fisiche sovrumane proporzionate. Ha inoltre la capacità di emettere energia cosmica come esplosioni di forza concussiva dai suoi occhi. Abdol poteva usare i suoi poteri mutanti trasformarsi solo quando le radiazioni cosmiche venivano incanalate nel suo corpo attraverso un mezzo di focalizzazione, come il Cristallo di Cheope, o quando si impediva alle radiazioni cosmiche di raggiungere la sua controparte, Havok.
È in grado di proiettare energia come calore intenso, forza concussiva o vibrazioni sonore. L'energia immagazzinata influisce anche sulla sua forma fisica - aumentando le sue dimensioni, massa e potenza, e garantendogli una durata indefinita. Sebbene non ci sia un chiaro limite superiore alla quantità di potere che può assorbire, è anche possibile sovraccaricare i suoi poteri.
Il monolito vivente ha inoltre dimostrato abilità telepatiche che gli consentono di leggere le menti e assumere il controllo mentale completo su piccole folle di persone.
Abdol ha un intelletto di talento, ed è un esperto archeologo ed egittologo, con un dottorato di ricerca. in archeologia. È anche uno studente avanzato di genealogia, mutazione umana e effetti delle radiazioni cosmiche.
La sola presenza di Havok però nullifica i suoi poteri, perché questi continua ad assorbire molta più energia di quanto non possa fare lui.

## Altri media

### Videogiochi
Il Monolito Vivente compare in:
- X-Men
- X-Men Legends II: L'Era di Apocalisse
- Marvel: Avengers Alliance